# Alfred Ladzekpo
Alfred Ladzekpo (* im 20. Jahrhundert) ist ein ghanaischer Perkussionist.

## Leben und Wirken
Ladzepko wurde von seinem Vater Kofi Ladzekpo und seinem älteren Bruder Husunu Ladzekpo in die Trommelkunst der Ewe eingeführt. Im Alter von dreizehn Jahren gehörte er zu den Gründern der Musik- und Tanzgruppe Lashibi Agahu. 1957 gründete er an der Anlo Awoame Fia School eine Musikgruppe, später war er Schlagzeuger der Gbeho Research Group, der Uhuru Dance Band und der National Dance Company in Accra.
1969 nahm Ladzepko afrikanische Musik in New York auf. Er studierte bis 1974 Journalismus an der California State University, Northridge. Später gab er Vorstellungen, Musikunterricht und Tanz-Workshops in Israel. Seit 1994 unterrichtete er an der Fakultät für Musik des Pomona College. Er studierte drei Jahre an der Columbia University, wo er Seminare für afrikanische Musik und afrikanischen Tanz gab, und ist Co-Direktor des African Music and Dance Program des  California Institute of the Arts (CalArts). Er schrieb drei afrikanische Musicals, darunter zuletzt FeFe, ein Musik-, Tanz- und Theaterstück.